# Astochia strachani
Astochia strachani är en tvåvingeart som beskrevs av H. Oldroyd 1970. Astochia strachani ingår i släktet Astochia och familjen rovflugor. Inga underarter finns listade i Catalogue of Life.